# Elaan z Troyiu
Elaan z Troyiu (v anglickém originále Elaan of Troyius) je třináctý díl třetí řady seriálu Star Trek. Premiéra epizody v USA proběhla 20. prosince 1968, v České republice 11. dubna 2003.

## Příběh
Hvězdného data 4372.5 loď USS Enterprise NCC-1701 pod vedením kapitána Jamese Tiberia Kirka očekává nové pasažéry. Z planety Troyius přichází na palubu vyslanec Petri, který spolu s Kirkem má za úkol dopravit z planety Elas mladou, ale velmi namyšlenou a arogantní Dohlman Elaan, členku královské rodiny Elasu. Elaan se má na Troyiu vdát za troyianského panovníka, aby mezi světy, které doposud vedly válku, vládlo příměří.
Petri vysvětluje kapitánovi situaci a žádá jej o toleranci arogance elasioanů a o neuspěchaný návrat zpět na Troyiu, protože sám musí během cesty její výsost naučit způsobům, aby jí troyiané vůbec přijali. Povaha mladé Elaan je pro všechny na palubě více než nesnesitelná. Je arogantní, panovačná, drzá a namyšlená a vše vyvrcholí momentem, kdy napadne Petriho a ten končí na ošetřovně. Kirk přebírá úlohu učitele a razantním způsobem učí Elaan slušnému chování. Mezitím se objevuje zvláštní jev, který pan Spock identifikuje odraz senzorů. V blízkosti se ale objevuje klingonský válečný křižník, který ovšem nereaguje na volání, ale ani nijak Enterprise neomezuje. Kryton, jeden z členů dohlmaniných strážných, se dostane do strojovny, kde se snaží získat přístup k přístrojům Enterprise. Už to vypadá, že Kirkova výchova na Elaan působí, ale Kirk se dotkne její slzy. Ženy Elasu disponují v slzách zvláštní látkou, která jim umožní získat kteréhokoliv muže, který se jenom na moment dotkne jejich slzy. Kirk podléhá a políbí Elaan. Spock zachycuje vysílání ze strojovny Enterprise, kde je přistižen Kryton s klingonským vysílačem. Než aby se podrobil spojení myslí, radši se zabije phaserem.
V momentě kdy Elaan objímá Kirka ve své kajutě a přemlouvá jej, aby s Enterprise vyhladil celý Troyius, je vyruší Spock s Dr. McCoyem. Kostrovi je to ihned jasné a Kirk jej prosí, aby našel protilátku proti účinku jejích slz. K Enterprise se rychle blíží klingonská loď. Scotty se v ten moment ozývá ze strojovny, kde měl pátrat po Krytonových úmyslech, že v přístrojích je bomba, která se aktivuje spuštěním warp pohonu. Klingoni na poslední moment míjejí Enterprise, která má k dispozici pouze impulsní pohon. Spock vše objasňuje - pokud by Enterprise spustila warp jádro, sama by explodovala i bez jejich zásahu. Scotty informuje Kirka, že odstranil bombu, ale beztak jsou zničeny krystaly dilithia a není možné přejít na warp pohon, ani střílet z phaserů. Je zřejmé, že klingoni pro získání nadvlády stejně nakonec zaútočí a to se potvrzuje voláním, které zachybuje Uhura, ve kterém dávají na výběr obsazení Enterprise nebo její zničení. Další útok už loď nemusí vydržet a impulz není dostatečný pro úhybné manévrování. Spock náhle zachycuje silný zdroj energie, který vychází z náhrdelníku Elaan. Ta vysvětluje, že nejde o cenný kus, jde o běžné kameny z Elasu. Kirk i Spock už vědí, že jde o cenné dilithium, důvod proč klingoni mají takový zájem o tento planetární systém, ale také šanci na získání potřebné energie. Po vložení krystalů se částečně obnovuje warp energie a zbraňové systémy Enterprise. Scotty upozorňuje, že nejde o dokonalé řešení, protože krystaly jsou v surové stavu a energie bude stále kolísat. Kirk nechává svými manévry klingony v domnění, že Enterprise je stále bez energie a při dalším náletu vysílá fotonová torpéda. Klingonský křižník je vážně poškozen a odlétá.
Elaan se před transportem na povrch Troyiu loučí s Kirkem a žádá jej, aby na ní nezapomněl. Kirk odvětí, že nemá stejně na výběr a nechává Dohlman odejít. McCoy přibíhá na můstek, že již má potřebnou protilátku. Spock ho zastavuje s tím, že už není potřeba, protože si kapitán našel protilátku vlastní. Vysvětluje McCoyovi, že Enterprise Kirka infikovala mnohem dříve, než Dohlman a nakonec se oba shodují, že hvězdné lodi, jako je Enterprise, se žádná žena nevyrovná.